# Saison cyclonique 2006 dans l'océan Atlantique nord
La saison 2006 des ouragans (cyclones tropicaux dans l'océan Atlantique) a lieu du 1er juin 2006 au 30 novembre 2006, selon la définition de l'Organisation météorologique mondiale.

## Particularités
La saison 2006 s'annonçait dans la continuité d'une recrudescence des phénomènes tropicaux sur le bassin Atlantique. Neuf phénomènes furent nommés, et un autre réanalysé plus tard, pour une moyenne de 9,4 sur la saison entière pour les années 1950 à 1995. Finalement, aucun phénomène ne s'est formé ultérieurement car un phénomène El Niño s'est amorcé début septembre. Un autre facteur inhibant serait la présence de sable du Sahara associée à une sécheresse excessive des hautes couches de la troposphère.
Cette saison n'a donc connu aucun ouragan majeur atteignant des terres habitées. En outre, aucun ouragan n'a touché le continent américain.

## Noms des tempêtes 2006
La liste des noms utilisée pour nommer les tempêtes formées dans le bassin cyclonique de l'océan Atlantique Nord durant l'année 2006 est la même que celle de la saison 2000, à l'exception de Kirk qui remplace Keith.
Aucun nom n'ayant été retiré de cette liste (pour la première fois depuis 1997), elle sera à nouveau utilisée lors de la saison 2012.
Tous ces noms avaient déjà été utilisés pour nommer des tempêtes ou des ouragans lors des saisons cycloniques antérieures. Ceux en gris n'ont pas été utilisés.
| - Alberto - Beryl - Chris - Debby - Ernesto - Florence - Gordon | - Helene - Isaac - Joyce - Kirk - Leslie - Michael - Nadine | - Oscar - Patty - Rafael - Sandy - Tony - Valerie - William |

## Tempête tropicaleSans Nom
Une tempête tropicale apparue le 17 juillet et dissipée le lendemain n'a pas reçu de nom. Sur le plan opérationnel, la tempête était considérée comme une tempête non tropicale, reliée à un front froid. Cependant, une réanalyse après-saison a fourni suffisamment de preuves de caractéristiques tropicales, indiquant l'absence de caractéristiques frontales et l'absence d'intrusion d'air froid au moment des vents maximaux. Les observations ont montré qu'elle avait un noyau chaud symétrique, alors qu'en temps réel elle était considérée comme subtropicale. Le National Hurricane Centre a officiellement reclassé le système comme une tempête tropicale sans nom le 15 décembre 2006.